# Cyclosa formosana
Cyclosa formosana là một loài nhện trong họ Araneidae.
Loài này thuộc chi Cyclosa. Cyclosa formosana được miêu tả năm 1993 bởi Tanikawa & Ono.